# Neohydatothrips desmodianus
Neohydatothrips desmodianus är en insektsart som först beskrevs av Stannard 1968.  Neohydatothrips desmodianus ingår i släktet Neohydatothrips och familjen smaltripsar. Inga underarter finns listade i Catalogue of Life.